# كوأجيوليز

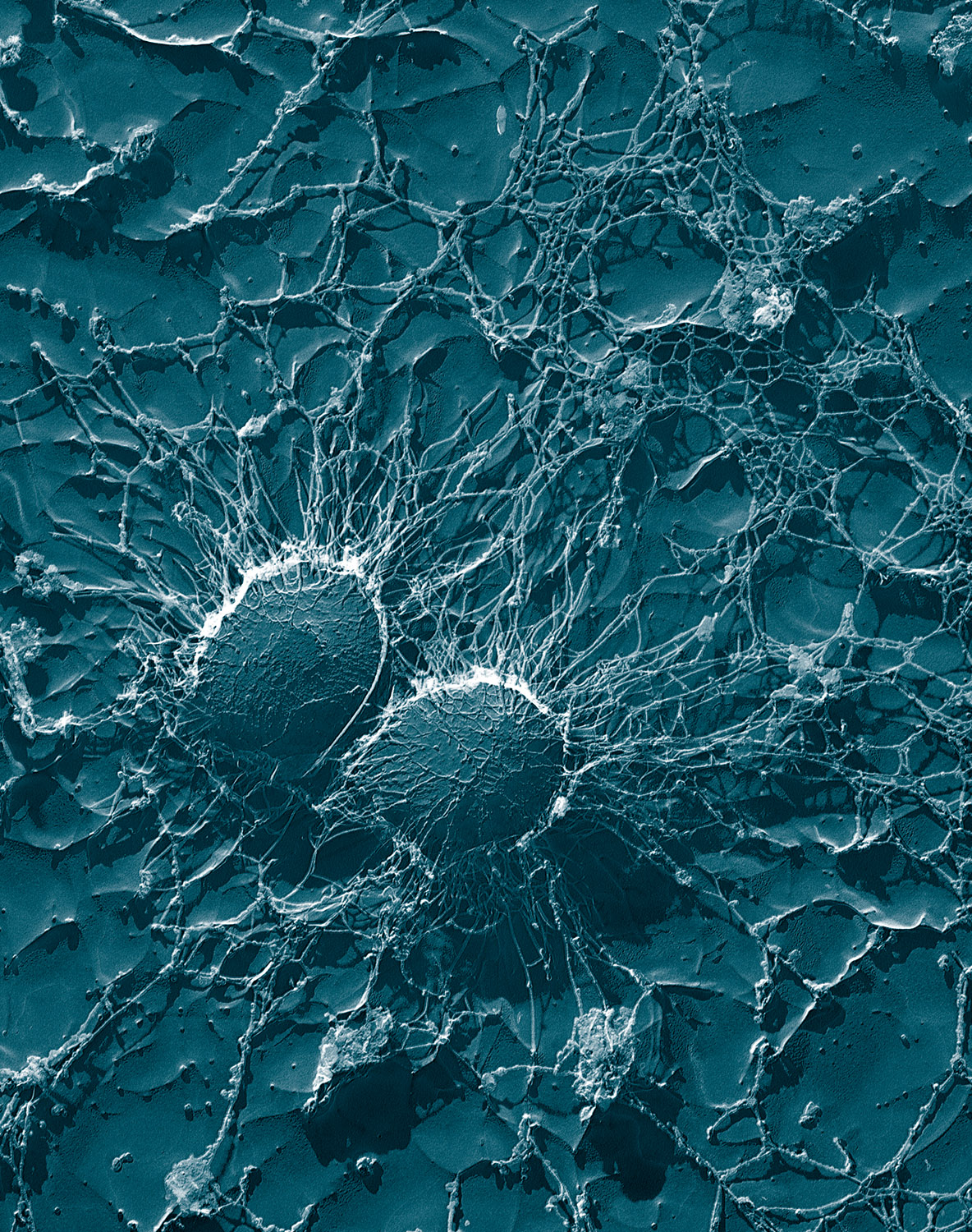

كواجيوليز أو الخميرة المخثرة يكون عبارة عن  بروتين يفرز من بعض الأحياء الدقيقة التي تكون قادرة على تحويل فايبرينوجين إلى فيبرين. في المختبر، هذا الانزيم يستحدم للتفرقة بين بعض الأنواع من بكتيريا العنقودية. بكتيريا عنقودية ذهبية تكون موجبة اختبار الكواجيوليز   
أيضا بكتيريا يرسينية طاعونية  تفرز هذا الانزيم.
الكواجليز يتفاعل مع البروثرومبين  ثرومبين   في الدم. الناتج يكون ستافيلوثرومبين  staphylothrombin   الذي يسمح بتحويل الفيبرينوجين إلى فيبرين.وهذا يظهر على شكل تخثر للدم. هذا الانزيم يكون موجود على سطح البكتيريا والذي يسمح بحمايتها بعد تحويله الفيبرينوجين إلى الفيبرين  ويعمل على شكل غطاء حامي.

## اختبار الكواجيوليز
اختبار الكواجيوليز  يستخدم للتفريق بين بكتيريا العنقودية الذهبية والأنواع الأخرى من بكتيريا العنقودية. الاختبار يستخدم بلازما الارنب الذي تم تطعيمة بالبكتيريا العنقودية.الانبوب يتم حضنه عند درجة حرارة 37 لمدة ساعة ونص. إذا كانت النتيجة سلبية تم اسمرار الاختبار إلى 18 ساعة..
- إذا كانت النتيجة ايجابية، البلازما سوف يتخثر ويظهر على شكل قطع متجمعه.
- إذا كانت سلبية، البلازما لايتغير.
- مجموعة من البكتيريا العنقودية موجبة الكواجليز : العنقودية الذهبية، انايروبيس ،العنقودية هايكس، العنقودية انترميدس، العنقودية لوتري..

## وصلات خارجية
- Tube coagulase test - rabbit plasma video نسخة محفوظة 24 نوفمبر 2012 على موقع واي باك مشين.
- Coagulase في المكتبة الوطنية الأمريكية للطب نظام فهرسة المواضيع الطبية (MeSH).

- Coagulase Test Procedure